# Indicatif régional 401

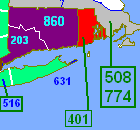
Carte des indicatifs régionaux en Nouvelle-Angleterre et 401 en rouge

L'indicatif régional 401 est l'indicatif téléphonique régional de l'État du Rhode Island aux États-Unis. L'indicatif régional couvre tout le territoire de l'État.
L'indicatif régional 401 fait partie du Plan de numérotation nord-américain.

## Historique
Cet indicatif date de 1947 et est l'un des indicatifs originaux du Plan de numérotation nord-américain.